# Sympiesis turcica
Sympiesis turcica är en stekelart som beskrevs av Josef Fahringer 1944. Sympiesis turcica ingår i släktet Sympiesis och familjen finglanssteklar. Inga underarter finns listade i Catalogue of Life.